# Maison, 33 rue du docteur-Calmette (Lamballe)
La maison, 33 rue du docteur-Calmette est un édifice situé à Lamballe, en France.

## Localisation
Cette maison est située sur le territoire de la commune de Lamballe, 33 rue du docteur-Calmette, dans le département  des Côtes-d'Armor, en région Bretagne.

## Historique
La maison est inscrite partiellement (facade et toiture) au titre des monuments historiques par arrêté du 22 mars 1930.